# Collevecchio
Collevecchio est une commune de la province de Rieti dans la région Latium en Italie.

## Géographie
Le territoire de Collevecchio se trouve géographiquement dans la vallée du Tibre. Il voisine au sud-est avec la province de Rome et la province de Viterbe, en effleurant presque au nord la province de Terni et donc la région d'Ombrie.
Le territoire communal de Collevecchio comprend en particulier deux subdivisions :
- Cicignano, qui possède une muraille circulaire ;

- Poggio Sommavilla, qui a un intérêt historique, puisqu'il recouvre une zone archéologique composée d'implantations humaines et de nécropoles. Une des découvertes les plus notables est un vase portant une inscription datée du VIIe siècle. Les pièces trouvées sont exposées dans les Musée national étrusque de la Villa Giulia à Rome, les musées municipaux de Magliano Sabina, au musée archéologique national de Florence , Parma et Rieti ; certaines sont conservées au musée des beaux-arts de Boston[2] et au Ny Carlsberg Glyptotek Museum.

## Histoire

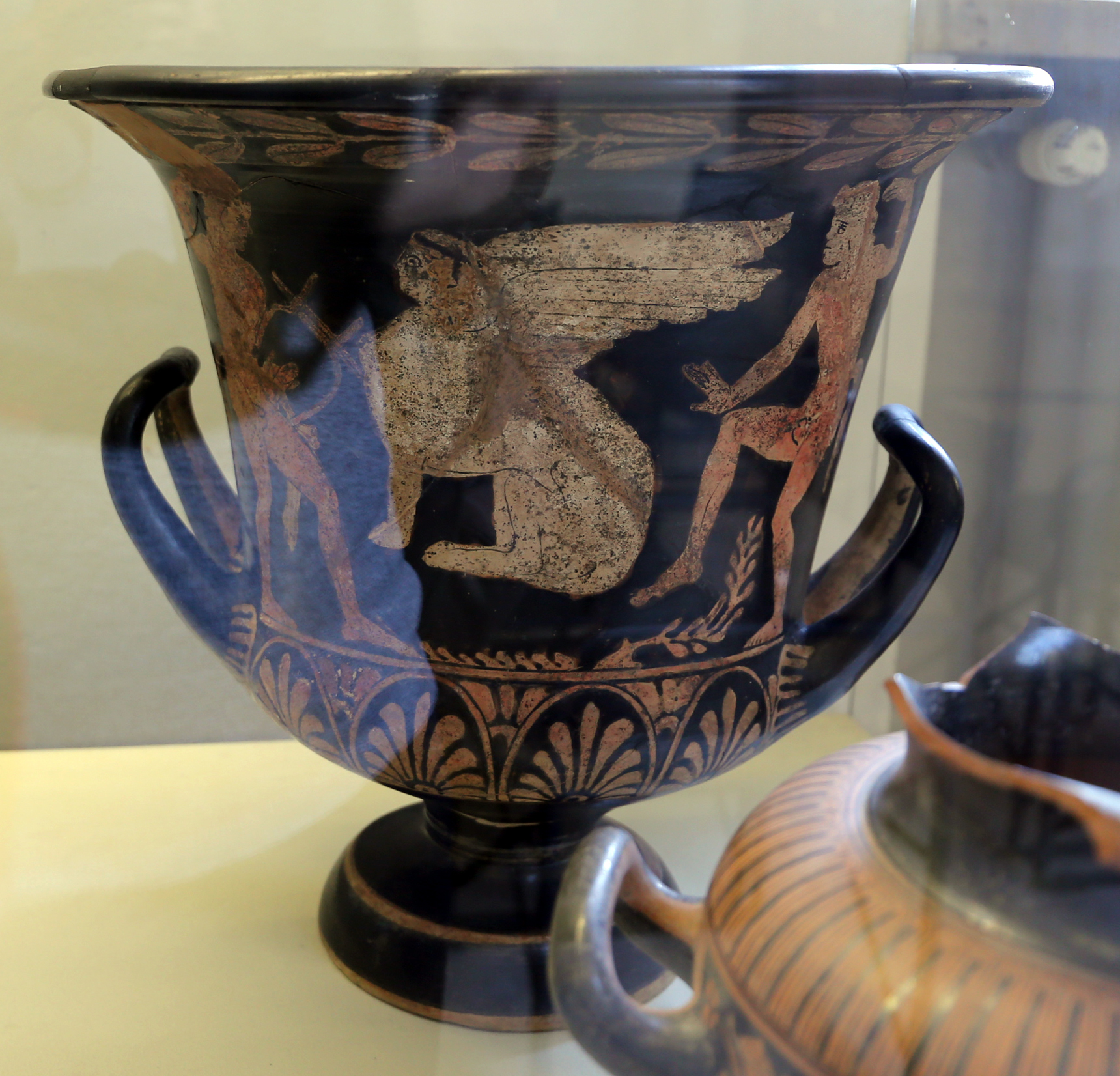
Cratère en calice à figures rouges, sphinx parmi les satyres dansant et jouant de la lyre, Tombe 5 Nécropole de Poggio Sommavilla, musée archéologique national de Parme.

Les premières confirmations de regroupements de populations dans l'actuelle commune de Collevecchio remontent au Paléolithique qui fréquentait la partie du confluent entre les cours d'eau, Aia, Treja et le Tibre et les terrasses fluviales, où le tuf, dans la zone actuelle de Grappignano, Poggio Sommavilla, forme des plateaux et des falaises,.
Au Moyen Âge, le village de Collevecchio est perché au sommet d'une colline. Il a été fondé au XIIIe siècle, lorsque les habitants de Colle Mozzano, frappés par le paludisme, obtinrent du pape Innocent IV l'autorisation de se transférer dans ce secteur.

## Administration

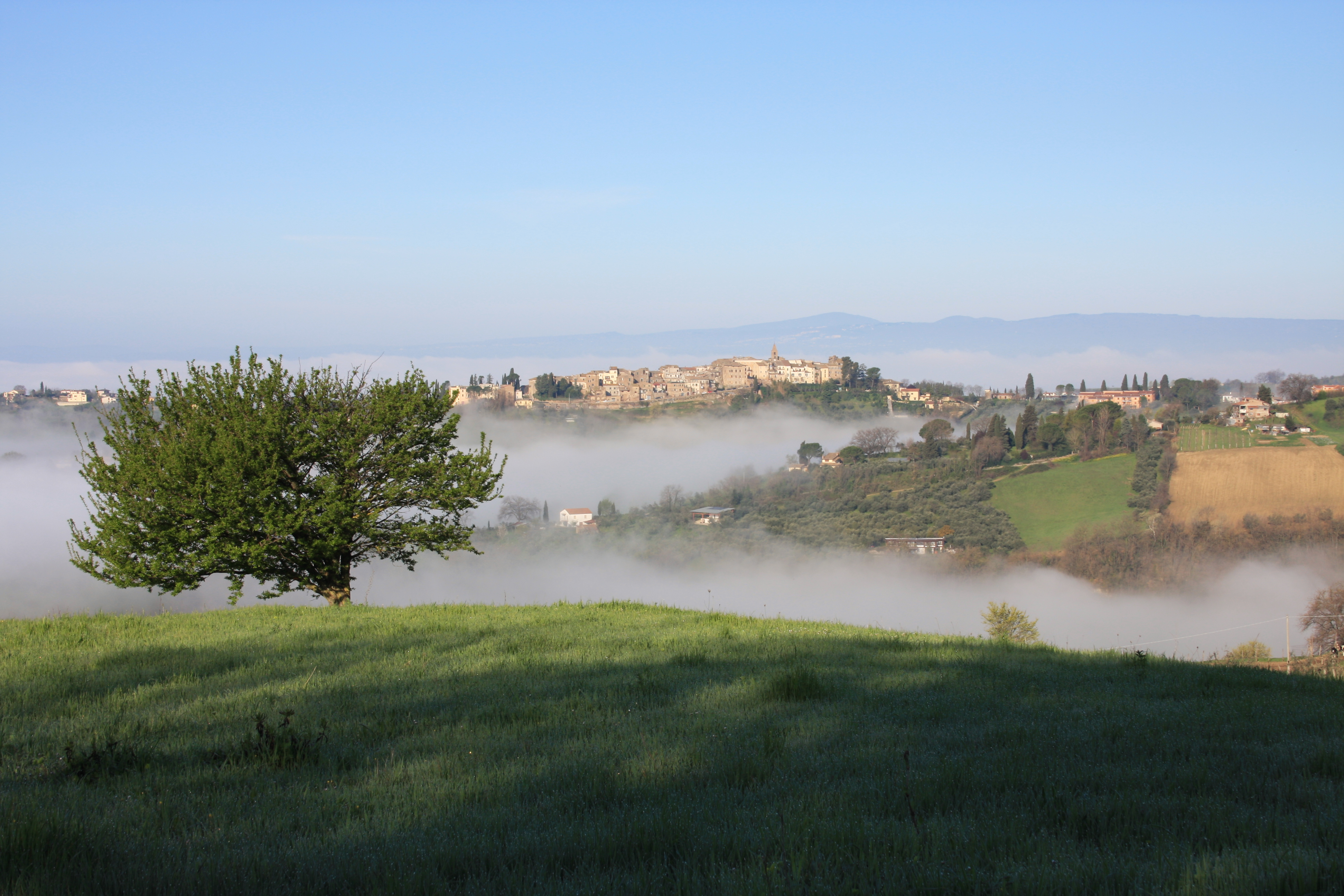
Panorama de Collevecchio parmi le brouillard sur les terrasses fluviales du Tibre.

| Période                                  | Période   | Identité     | Étiquette   | Qualité |
| ---------------------------------------- | --------- | ------------ | ----------- | ------- |
| juin 2004                                | juin 2009 | Enzo Rossi   | non-inscrit | Maire   |
| juin 2009                                | En cours  | Carlo Grappa | non-inscrit | Maire   |
| Les données manquantes sont à compléter. |           |              |             |         |

### Hameaux
Cicignano, Poggio Sommavilla

### Communes limitrophes
Civita Castellana, Magliano Sabina, Montebuono, Ponzano Romano, Stimigliano, Tarano